# Alice Walker
Alice Malsenior Tallulah-Kate Walker (Eatonton, Georgia, 9. veljače 1944.) američka je književnica, spisateljica kratkih priča, pjesnikinja i društvena aktivistica. 
Godine 1982. postala je prva Afroamerikanka koja je osvojila Pulitzerovu nagradu za fikciju, koju je dobila za svoj roman „Boja purpura”. Tijekom svoje karijere, Walker je objavila sedamnaest romana i zbirki kratkih priča, dvanaest publicističkih djela te zbirke eseja i poezije.
Rođena je u Eatontonu u Georgiji, u seoskom poljoprivrednom mjestu. Kao osmogodišnjakinja, zadobila je ozljedu desnog oka nakon što je jedan od njezine braće pucao iz BB pištolja. Budući da njezina obitelj nije imala pristup automobilu, Walker nije mogla odmah dobiti liječničku pomoć, zbog čega je trajno oslijepila na to oko. Nakon ozljede oka Walker je počela čitati i pisati. Ožiljak je uklonjen kada je Walker imao 14 godina, ali trag je i dalje ostao.
Alice Walker poznata je kao aktivistica za ljudska prava, prava životinja, feminizam, anticionizam, pacifizam, itd. Ranih 1960-ih kao studentica na fakultetu Spelman susretala se s Martinom Lutherom Kingom, sudjelovala je u maršu na Washington 1963., te volontirala u registraciji crnih glasača u Georgiji i Mississippiju. Dana 8. ožujka 2003., na Međunarodni dan žena, uhićena je zajedno s 26 drugih aktivista zbog prosvjedovanja protiv vojne intervencije u Iraku. Nedugo kasnije u intervjuu je rekla kako smatra da su joj iračke žene i djeca jednako dragi kao žene i djeca vlastite obitelji, odnosno da zajedno predstavljaju jednu veliku obitelj, te da je stoga imala osjećaj da će zapravo bombardirati sami sebe.